# Дильбази, Минира Хулуси кызы
Минира Хулуси кызы Дильбази (азерб. Minirə Xulusi qızı Dilbazi; род. 9 апреля 1937, Баку) — советская и азербайджанская пианистка, музыковед и педагог. Профессор.

## Биография
В 1960 году окончила фортепианный факультет Азербайджанской государственной консерватории (Баку).
С 1961 года по настоящее время — преподаватель Азербайджанской государственной консерватории имени Узеира Гаджибекова (ныне Бакинская музыкальная академия — БМА).
В 1982 году защитила кандидатскую диссертацию во Всесоюзном научно-исследовательском институте искусствознания (научный руководитель — доктор искусствоведения, профессор А. Н. Дмитриев).
С 1988 года — доцент. С 1993 года — профессор, заведующая кафедрой фортепиано Бакинской музыкальной академии имени Узеира Гаджибекова.
Автор научных исследований, монографий, брошюр, учебных пособий, методических разработок, программ, статей опубликованных в Баку и за его пределами. Большая часть научной деятельности М. Дильбази посвящена исследованию музыкальной культуры Баку второй половины XIX — начала XX столетий. Материалы монографий М. Дильбази, её исследования использованы в качестве вспомогательного учебного материала по истории музыки и истории пианизма Азербайджана, а также в многотомной «Истории Азербайджана».
Область научных интересов: изучение музыкальной культуры Азербайджана второй половины XIX — начала XX века: культурная жизнь города, азербайджанская музыка в городском быту, творчество местных музыкантов, музыкальное образование и деятельность Бакинского отделения Императорского Русского музыкального общества, концерты русских и зарубежных музыкантов, оперные и симфонические сезоны, просветительская деятельность бакинских музыкантов и т. д.

## Педагогическая деятельность
Класс профессора Миниры Дильбази окончили более 500 человек.
Среди них:
Рамиз Зохрабов — Народный артист АР, доктор искусствоведения, профессор БМА.
Назмие Аббасзаде — Заслуженный деятель искусств, профессор, декан исполнительского факультета БМА
Азер Дадашев — Заслуженный деятель искусств, профессор БМА.
Натаван Шейхова — Народная артистка АР, профессор БМА.

## Семья
Замужем. Мать троих детей. Имеет трех внуков.
Муж — Муса Салам оглы Мамедов (1932 года рождения). Кандидат сельскохозяйственных наук, доктор экономических наук. Председатель Комитета сел.хоз.химии АР; Председатель Государственного агропромышленного комитета Азербайджанской ССР; Первый заместитель Председателя Совета Министров Азербайджанской ССР; Советник Премьер-министра Азербайджана.
Сыновья:
Мамедов Эльмар Муса оглы (1965 года рождения). Врач-хирург.
Мамедов Ильгар Муса оглы (1967 года рождения). Закончил Московскую сельскохозяйственную академию имени К. А. Тимирязева. Агроном-винодел.
Дочь — Мамедова Гюнель Муса кызы (1977 года рождения). Окончила среднюю школу с золотой медалью и одновременно, с отличием — летнюю музыкальную школу по классу фортепиано. Окончила Азербайджанский медицинский университет с отличием. Акушер-гинеколог. Кандидат медицинских наук.

## Статьи и исследования
● Шведский соловей (на азерб. языке), «Элм ве хаят» («Наука и жизнь»). — Баку, 1971, № 3
● Теоретические вопросы народной музыки. (на азерб. языке), «Элм ве хаят» («Наука и жизнь»). — Баку, 1971, № 3
● Луиза Никита в Баку. (на азерб. языке), «Элм ве хаят» («Наука и жизнь»). — Баку, 1972, № 3
● А. В. Павлов — Арбенин в Баку. «Литературный Азербайджан». — Баку, 1972, № 3. А также в кн. В. Я. Левиновский «Дирижер Александр Васильевич Павлов-Арбенин (1873—1941)». — Санкт-Петербург, 2011, с. 50-55.
● О А. Г. Меньшиковой (на азерб. языке), «Элм ве хаят» («Наука и жизнь»). — Баку, 1973, № 2
● С.Рахманинов (на азерб. языке), (К 100-летию со дня рождения). «Элм ве хаят» («Наука и жизнь»). — Баку, 1973, № 4
● Чешский квартет (на азерб. языке), «Элм ве хаят» («Наука и жизнь»). — Баку, 1973, № 10
● Софья Ментер в Баку. (на азерб. языке), «Гобустан», Баку. — 1974, № 2
● Н.Фигнер в Баку. (на азерб. языке), «Гобустан», Баку. — 1974, № 4
● Первые оперные постановки в Баку. «Известия АН Азерб. ССР, серия литературы, языка и искусства». — Баку, 1976, № 2
● Первая музыкальная школа в Баку. «Доклады АН Азерб ССР». — Баку, 1978, т. XXXIV, № 12
● Из истории музыкального образования в Баку (1895—1901), «Известия АН Азерб. ССР, серия литературы, языка и искусства». — Баку, 1979, № 2
● Первый народный хор в Баку. «Советская музыка». — М., Советский композитор, 1980, № 6
● Оркестры той поры (Из истории музыкальной жизни Баку). «Литературный Азербайджан». — Баку, 1980, № 12
● На эстраде Петербурга (Страницы истории), Советская музыка. — М., Советский композитор, 1983, № 12

## Монографии
- Из музыкального прошлого. — Баку, Ишыг, 1985, 135 с.
- Музыкальная жизнь Баку второй половины XIX — начала XX столетий. — Баку, «Mütərcim», 2007, 255 с. /Dilbazi Minirə. Bakinin misiqi həyati [Mətn]: (XIX əsrin ikinci yarısı-XX əsrin əvvəlləri): [monoqrafiya] /M.Dilbazi; red. R.Zöhrabov; Azərb. Resp. təhsil nazirliyi, Bakı musiqi akad.- Bakı: [s.n.], [2007]. 255 s.cədv., notlar/.